# Agrypon festivum
Agrypon festivum är en stekelart som beskrevs av Günther Enderlein 1921. Agrypon festivum ingår i släktet Agrypon och familjen brokparasitsteklar. Inga underarter finns listade i Catalogue of Life.